# Okręg Lublin Armii Krajowej

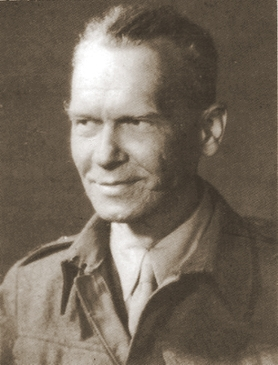
Tadeusz Pełczyński

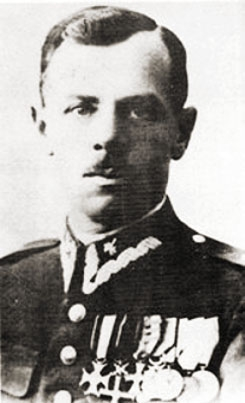
Kazimierz Tumidajski

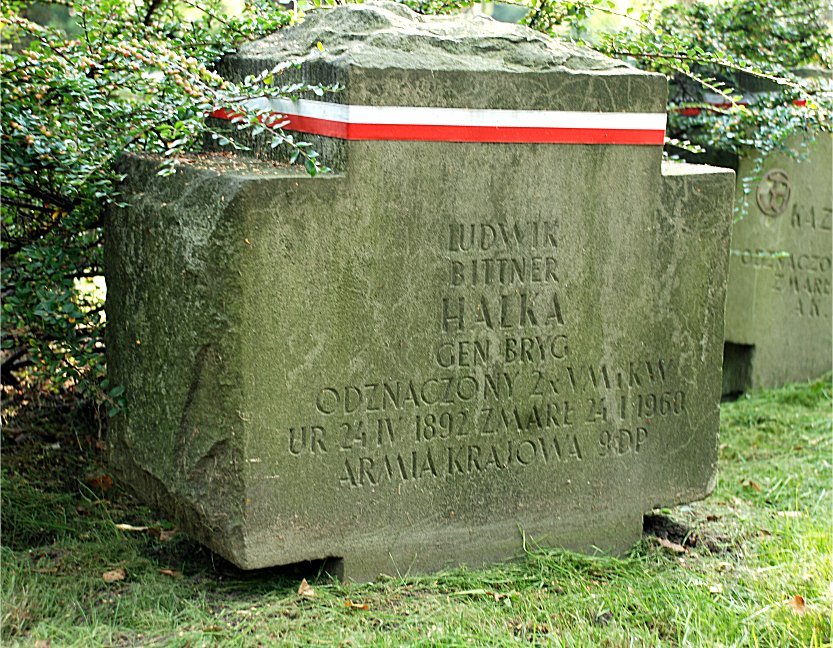
Mogiła gen. Ludwika Bittnera na Powązkach

Okręg Lublin kryptonim „Len”, „Salon”, „Żyto”, „Orbis”, „Bank Handlowy”, „Spółdzielnia Rolnicza”, „Monopol” – okręg wojskowy Sił Zbrojnych w Kraju (Służby Zwycięstwu Polski, Związku Walki Zbrojnej i Armii Krajowej).

## Struktura okręgu
Inspektoraty rejonowe:
- Inspektorat Lublin Armii Krajowej
- Inspektorat Chełm Armii Krajowej
- Inspektorat Puławy Armii Krajowej
- Inspektorat Radzyń Podlaski Armii Krajowej
- Inspektorat Zamość Armii Krajowej

Okręg składał się z 15 obwodów
- Obwód Biała Podlaska Armii Krajowej
- Obwód Biłgoraj Armii Krajowej
- Obwód Chełm Armii Krajowej
- Obwód Hrubieszów Armii Krajowej
- Obwód Krasnystaw Armii Krajowej
- Obwód Kraśnik Armii Krajowej
- Obwód Lubartów Armii Krajowej
- Obwód Lublin Miasto Armii Krajowej
- Obwód Lublin Powiat Armii Krajowej
- Obwód Łuków Armii Krajowej
- Obwód Puławy Armii Krajowej
  - Podobwód Dęblin-Ryki Armii Krajowej
- Obwód Radzyń Podlaski
- Obwód Tomaszów Lubelski Armii Krajowej
- Obwód Włodawa Armii Krajowej
- Obwód Zamość Armii Krajowej

## Obsada personalna komendy okręgu
Obsada personalna komendy okręgu
Komendanci
- mjr Józef Spychalski „Czarny”, „Dzierżyński”, „Samura”, „Socha”, „Soroka”, „Stryjek” (X 1939 – VII 1940),
- płk dypl. Tadeusz Pełczyński „Adam”, „Aolis”, „Rolski”, „Wolf” (VII 1940 – VII 1941),
- płk Ludwik Bittner „Baza”, „Walka”, „Rot”, „Krakowiak”, „Tarnowski” (1 VIII 1941 – XII 1942),
- płk Kazimierz Tumidajski „Marcin”, „Edward”, „Maciej” (1 I 1943 – 4 VIII 1944),
- ppłk Franciszek Żak „Ignacy”, „Róg”, „Wir” (VIII 1944 – I 1945)

Szefowie sztabu
- mjr dypl. piech. Marian Drobik (od X 1939)

Szefowie Oddziału II
- Bronisław Orłowski (do VI 1942)
- „Ludwik” (VI – VII 1942)
- ppłk dypl. piech. Aleksander Bieniecki (I 1943 – X 1944)